# Catedral castrense de Chile
La Catedral Castrense de Nuestra Señora del Carmen es la sede episcopal del Obispado Castrense de Chile. Se encuentra en la comuna de Providencia, en Santiago de Chile.
La iglesia está destinada a los servicios religiosos de las Fuerzas Armadas y Carabineros, pero está abierta también al resto de la comunidad. El actual rector de la Catedral Castrense es el capellán militar Jaime Casals Cirer.

## Historia
Durante el siglo XIX fue la capilla del fundó Lo Bravo, que desde 1900 pasó a ser la Parroquia San Ramón. La Catedral fue bendecida el 17 de marzo de 1986, y fue consagrada el 27 de diciembre de 1994 (fiesta de San Juan Evangelista).

## Características

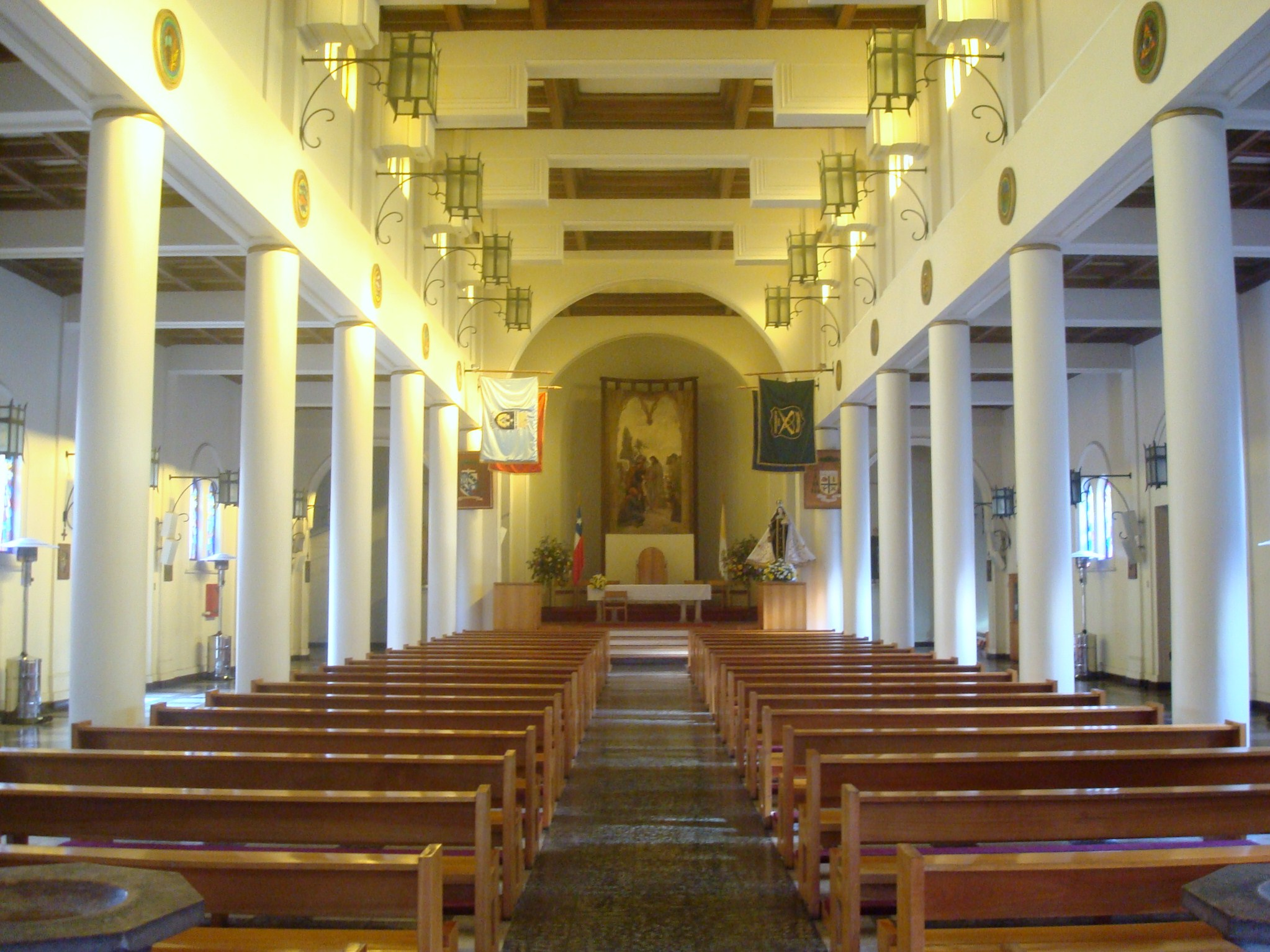
Interior del templo.

El templo está ubicado en Avenida Los Leones N.º 71, en la intersección con Avenida Nueva Providencia. En las cercanías se encuentra el Hospital Metropolitano de Santiago (ex Hospital Militar) y el centro comercial Costanera Center.
Tiene capacidad para 800 personas en la Nave Mayor y 200 en cada una de las dos naves laterales. En su ábside central se encuentra desde 1986 el mural "Curación del Endemoniado", del afamado pintor chileno Pedro Lira, obra de 1906 declarada Monumento Histórico de Chile, en la que se representa una escena de Jesús sanando a un poseído. En la parte superior, y frente al altar, están desplegados los estandartes del Ejército, la Armada, la Fuerza Aérea y Carabineros.
En el frontis de la iglesia hay una placa con la oración de perdón por los niños víctimas del aborto, en conmemoración del Día de los Santos Inocentes.